# Synagogue de Kaiserslautern (1886-1938)
La synagogue de Kaiserslautern, inaugurée en 1886, a été détruite en 1938 avant la nuit de Cristal, à la différence de la plupart des autres lieux de culte juifs en Allemagne qui eux ont été pillés et détruits pendant la nuit de Cristal.
Kaiserslautern est une ville allemande du Land de Rhénanie-Palatinat et compte actuellement près de 100 000 habitants. De 1793 à 1815, la ville a été sous administration française.

## Histoire de la communauté juive
Une communauté juive existe à Kaiserslautern dès le Moyen Âge. Les familles juives vivent alors principalement dans la « Judengasse » (ruelle aux Juifs) qui menait du Knie der Glaser à la Marktstrasse, près de l'Altenhof. La communauté disparait lors de la Peste noire. 
En 1395, l'électeur du Palatinat, le futur Robert II, bannit définitivement les Juifs de la ville.
De la fin du XIVe siècle jusqu'à la fin du XVIIIe siècle, les Juifs ne sont qu'exceptionnellement admis à vivre dans la ville. De 1688 à 1698, il est fait état de deux Juifs chassés de Worms. Ce n'est qu'après 1798 et l'occupation de la ville par les Français que plusieurs familles des villages environnants décident de s'installer dans la ville. Dès lors leur nombre ne fait que croître. On compte 52 Juifs à Kaiserslautern en 1823, 108 en 1834 et 214 en 1848 (dont 44 ménages). Leur nombre culminera en 1905 avec 779 personnes. La communauté est très active dans l'économie de la ville. De nombreuses entreprises commerciales et industrielles sont créées et dirigées par des Juifs. De même, on compte plusieurs médecins et avocats juifs.
En 1933, 648 Juifs vivent encore dans la ville. En raison du boycott des établissements juifs imposé à la population par les nazis, à la privation de leurs droits civiques et aux nombreuses attaques antisémites dont ils font l'objet, de nombreux Juifs quittent la ville. En 1937, 20 % des Juifs de la ville dépendent de l'aide sociale juive. En 1938, lors de la nuit de Cristal, les nazis, qui ont déjà détruit la synagogue, brûlent l'oratoire qui la remplaçait, et pillent de nombreux magasins et appartement détenus par les Juifs. En 1939, la population juive de la ville est estimée à moins de 90 habitants. Au moins 76 d'entre eux périront dans les camps d'extermination entre 1941 et 1945.
Après la Seconde Guerre mondiale, certains décident de revenir à Kaiserslautern. D'environ 150 personnes en 1950, le nombre de Juifs augmentera dans les années 1990 avec l'arrivée d'immigrants d'Europe de l'Est. En 2000, il y avait environ 300 Juifs habitant la ville.

## Histoire de la synagogue

### L'ancienne synagogue
Une synagogue existait déjà au Moyen Âge. Elle est mentionnée de façon indirecte en 1388, sous le nom de Judenschule.  Elle est située dans les environs du vieux marché. Dans les années 1990, des fouilles permettent de mettre au jour un mikvé (bain rituel) médiéval.
Au XIXe siècle, après avoir utilisé une ancienne auberge située sur l'Abendsberg comme lieu de prière, la communauté juive décide d'ériger une synagogue qui sera inaugurée au début de l'été 1849. Le bâtiment de deux étages, situé dans la Salzstrasse est simple, avec comme embellissement des arcs en fer à cheval de style mauresque pour les fenêtres et le portail. Construite par l'entreprise Michel Schinkel, la synagogue sera utilisée jusqu'à la construction de la nouvelle synagogue en 1886. Le bâtiment sera alors vendu et transformé en maison d'habitation. Il ne sera détruit qu'en 1972 pour faire place à un immeuble de logements avec commerces.   

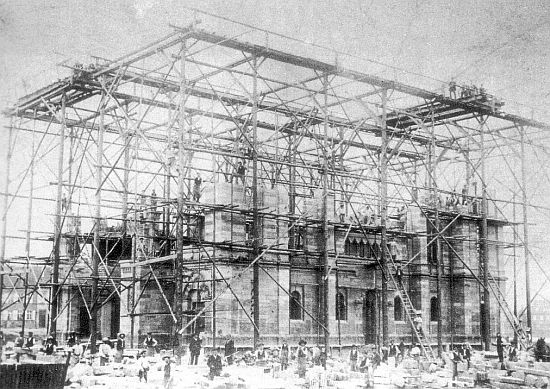
Photographie de 1884 montrant la construction de la synagogue

### Construction de la nouvelle synagogue
Dès les années 1870, la synagogue de la Salzstrasse s'avère trop petite. En 1881, la communauté juive décide donc d'acquérir un terrain situé dans la Frühlingsstrasse (aujourd'hui Luisenstrasse). La réalisation des plans de la nouvelle synagogue est confiée à l'architecte Ludwig Lévy de Karlsruhe, qui se spécialisera par la suite dans la construction de synagogues en Allemagne et en Alsace-Lorraine occupée: Barmen; Baden-Baden; Bingen-Am-Rhein; Thionville; Luxembourg; Pforzheim; Rastatt; Rostock; Strasbourg et Winnweiler, qui toutes seront détruites par les nazis. Les travaux de construction commencent en juin 1883 et la pose officielle de la première pierre a lieu fin octobre de la même année.
Le coût total de la construction s'élève à 193 328 marks. La synagogue est une des plus magnifiques du Palatinat. L'ensemble se compose d'un mélange de motifs orientaux et romans. Le bâtiment de deux étages, de forme parallélépipédique est surmonté en son centre d'un dôme culminant à 37 mètres au-dessus du sol, et aux quatre coins de tours-lanternes eux aussi surmontés d'un dôme. La synagogue est orientée d'ouest en est, avec l'arche sainte sur le mur est, et les portes principales sur le mur ouest. Le paro'het (rideau devant l'arche sainte) a été brodé dans le célèbre atelier Heimerdinger de Karlsruhe. Le bâtiment offre au total 600 places assises, dont 400 pour les hommes et 200 pour les femmes sur une galerie. 

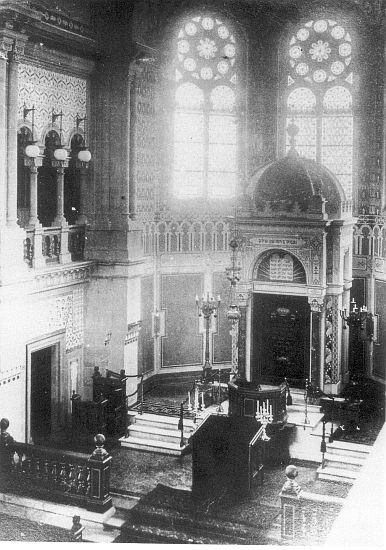
L’intérieur de la synagogue montrant l’Arche sainte et la bimah

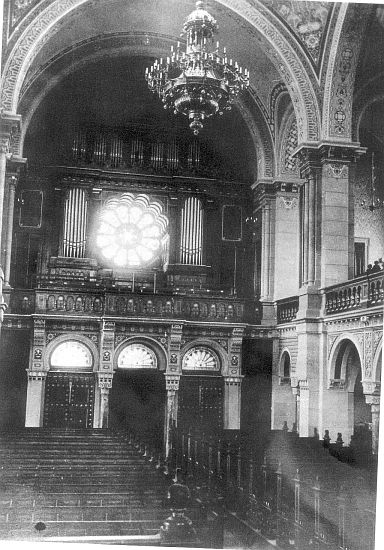
L’intérieur de la synagogue montrant l’orgue et la rosace

Le 26 février 1886 la synagogue est  solennellement inaugurée. La revue "Der Israelit" dans son édition du 8 mars 1886 fait l'éloge de la construction: 
« … La construction extérieure avec les belles coupoles qui paraissent particulièrement réussies, l'agencement des différentes masses architecturales et la variation agréable du grès gris et rouge donnent un effet très favorable et pittoresque... le bâtiment avec sa silhouette changeante et ses ornements font de la synagogue un des bâtiments les plus remarquables de la ville  »
Puis "Der Israelit" décrit en détail la cérémonie de consécration, avec le transfert des rouleaux de Torah de l'ancienne synagogue à la nouvelle, au son du chœur de la synagogue et de la musique du 18e régiment d'infanterie royal-bavarois, en présence du maire et de ses adjoints, des représentants du  roi et des autorités protestantes. Devant la nouvelle synagogue, l'architecte Levy  transmet symboliquement les clefs du bâtiment à D. Landsberg, rabbin de la ville. Puis les invités pénètrent dans la synagogue, et les officiants ainsi que les dirigeants de la communauté déposent les rouleaux de Torah dans l'Arche sainte, tandis que retentissent des chants religieux. Après le sermon du rabbin, la consécration se termine par un office religieux.
La synagogue attire de nombreux visiteurs lors des décennies suivantes. Le 28 mai 1894, le prince Louis de Bavière, fils du régent de Bavière Léopold de Wittelsbach, en visite à Kaiserslautern, se rend à la synagogue où il est accueilli par le rabbin D Landsberg. "Der Israelit" dans son édition du 18 juin 1894 relate en détail cette réception et rapporte le discours du rabbin:
« Ici dans cette maison de Dieu, est enseigné non seulement l'amour de Dieu et de son prochain mais aussi l'amour de la patrie et de la maison du prince héritier, et tous ces enseignements, qu'ils soient appris ici ou bien dans la vie, sont pris particulièrement à cœur. »

### La destruction de la synagogue
Dès l'avènement d'Hitler au pouvoir, les Juifs de Kaiserslautern subissent intimidation et vexation, puis sont spoliés de leurs biens. La municipalité de Kaiserslautern oblige la communauté juive à lui abandonner la synagogue. Le 27 août 1938, a lieu une cérémonie de déménagement de la synagogue et les travaux de démolition commencent dès le 31 août.  Celle-ci est dynamitée à deux reprises, le 17 septembre et le 9 octobre. À partir de 1939, le terrain libéré est utilisé comme place d'armes et en 1943 on y construit un abri anti-aérien.
Quand les travaux de démolition commencent, la presse dans sa très grande majorité jubile. Le NSZ Rheinfront (journal du parti nazi) titre dans son édition du 29 août 1938: « Un morceau d'Orient disparaît ».
Après son expulsion de la synagogue, la communauté juive obtient l'autorisation de célébrer des offices dans une salle de l'ancienne prison, fermée pour raison d'hygiène, qu'elle aménage en oratoire. Lors de la nuit de Cristal du 9 au 10 novembre 1938, cette salle sera pillée puis détruite par un incendie criminel. 

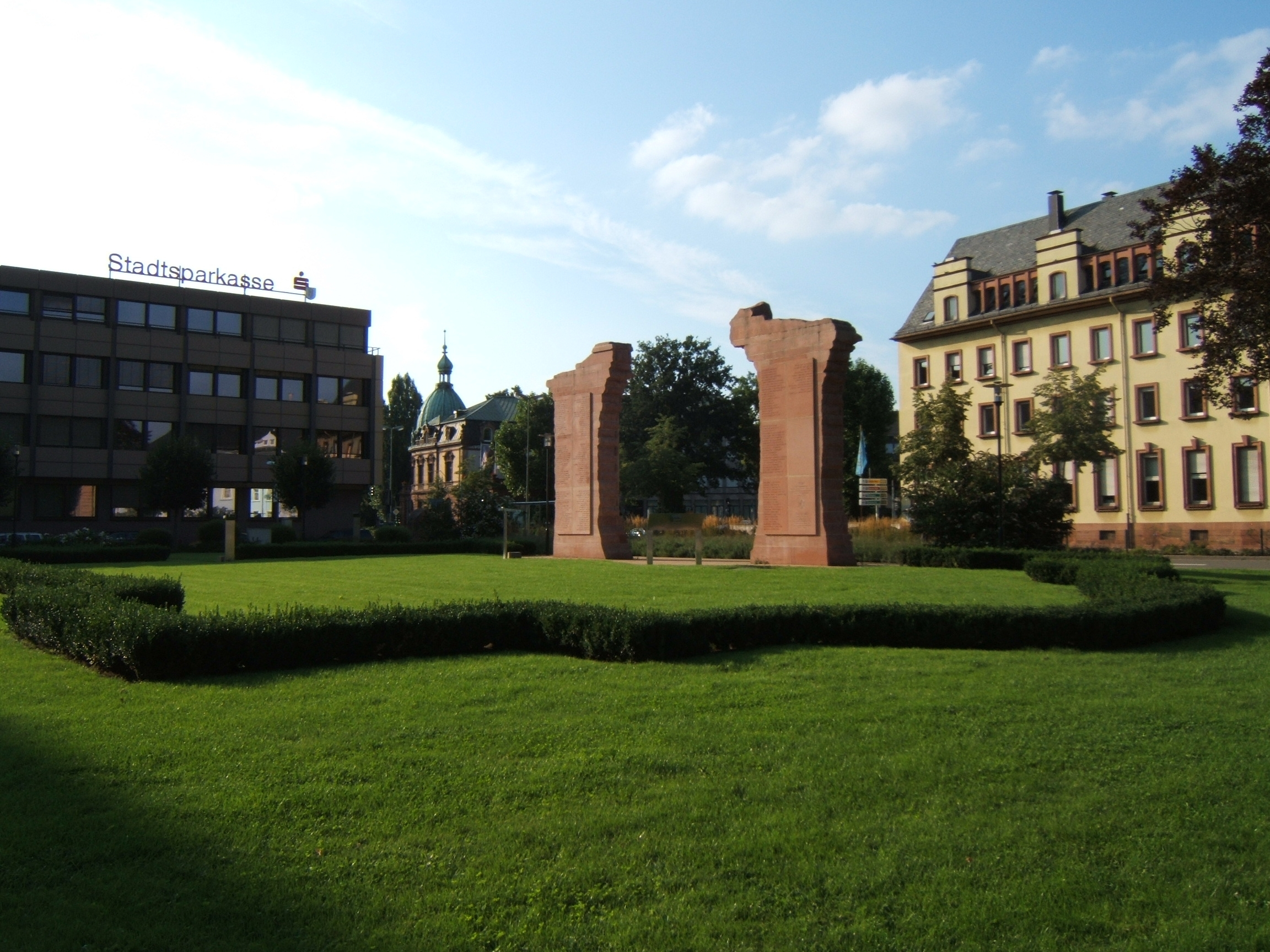
Le mémorial et la haie de buis délimitant le contour de la synagogue

Après la guerre, la communauté juive recevra une indemnité de 265 000 marks. En octobre 1980, l'ancien terrain de la synagogue est renommé "Place de la synagogue" avec un monument commémoratif portant l'inscription: « Ici se trouvait la synagogue (1886-1938) ».  En 2003, est reconstruite  une partie d'un des portails latéraux de la synagogue. Une haie de buis délimite les anciens contours de la synagogue. 

## Après la Seconde Guerre mondiale
En 1945, après la Seconde Guerre mondiale, le nombre de Juifs à Kaiserslautern n'est plus que de quelques dizaines. En 1961, un premier oratoire est installé dans la Schlossstrasse dans une maison d'habitation et sera utilisée jusqu'en octobre 1967. Une nouvelle synagogue est construite en 1965 dans la Basteigasse et inaugurée le 24 septembre 1965 par le rabbin Shlomo Levon.  Le bâtiment est reconstruit en 2000 et comporte en plus de la salle de prière, les locaux communautaires et un Talmud Torah (école religieuse).

## Galerie

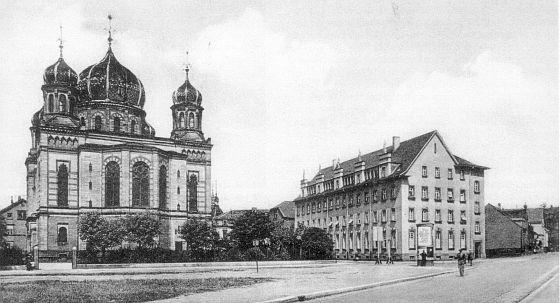
Vue de la synagogue
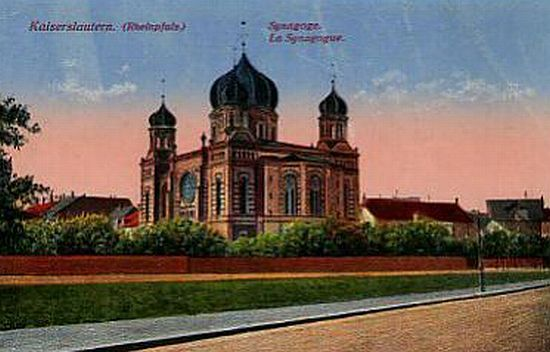
Carte postale montrant la synagogue
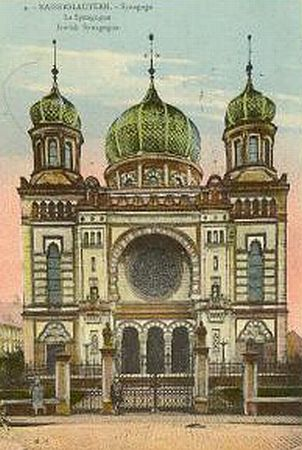
Carte postale montrant la façade de la synagogue